# رضوان (جغتای)
رضوان یا چاه عمیق شماره ۲۷ زورزمند روستایی از توابع بخش مرکزی شهرستان جغتای در استان خراسان رضوی ایران است.

## جمعیت
این روستا در دهستان جغتای قرار دارد و براساس سرشماری مرکز آمار ایران در سال ۱۳۹۰، جمعیت آن ۲۲۲ نفر (۵۳ خانوار) بوده‌است.